# Thomas Meyer (Politiker, 1979)
Thomas Meyer (* 17. Juni 1979 in Ludwigslust) ist ein deutscher Politiker der Partei Die Linke. Er ist seit 2025 Mitglied der Hamburgischen Bürgerschaft.

## Leben
Meyer wurde 1979 in Ludwigslust geboren und ging in Grabow zur Realschule. Er machte eine Ausbildung zum Metallbauer und Konstruktionsmechaniker. Nach einem Bandscheibenvorfall konnte er den Beruf nicht weiter ausüben und arbeitete zwei Jahre in einem Hamburger Callcenter. Danach wechselte er zu einem Schmuckgroßhandel und baute das Unternehmen mit auf. Nach acht Jahren wechselte Meyer zu einer IT-Firma und arbeite dort als Sachbearbeiter.
Er lebte viele Jahre mit seiner Familie in Steilshoop und war im dortigen Jugendhilfeausschuss tätig. Seit November 2024 ist er Mitglied im Ausschuss für Bauangelegenheiten in Bramfeld, Steilshoop, Farmsen und Berne.
2010 trat er in Die Linke ein. Meyer kandidierte bei der Bürgerschaftswahl in Hamburg 2025. Er wurde zunächst nicht in die Bürgerschaft gewählt, rückte jedoch noch vor der konstituierenden Sitzung für Nadine Tjarks, die ihr Mandat nicht angenommen hatte, in die Bürgerschaft nach.
Meyer ist verheiratet und hat drei Kinder.